# Charles Thomas (walijski rugbysta)
Charles Thomas (ur. 8 lutego 1864 w Newport, zm. 8 marca 1948 w Usk) – walijski rugbysta grający w formacji ataku, reprezentant kraju.
Związany był z Newport RFC, dla którego w sezonach 1885/86–1895/96 zdobył w 222 występach 92 przyłożenia i 8 dropgoli. W latach 1888–1891 rozegrał dziewięć spotkań dla walijskiej reprezentacji zdobywając jedno przyłożenie w Home Nations Championship 1890. W 1898 roku zagrał także w barwach Barbarians.